# Adriano Novellini
Adriano Novellini (ur. 2 września 1948 w Mariana Mantovana) – włoski piłkarz, grający na pozycji napastnika, trener piłkarski.

## Kariera piłkarska

### Kariera klubowa
Wychowanek klubu Atalanta, w barwach którego w 1967 rozpoczął karierę piłkarską. W latach 1970–1972 bronił barw Juventusu, z którym zdobył mistrzostwo Włoch. Potem przeszedł do Bologni. W 1974 został piłkarzem Cagliari, a po roku przeniósł się do Palermo. W sezonie 1978/79 występował w Monteponi Iglesias. Następnym klubem była Carbonia, w której zakończył karierę piłkarską w roku 1981.

### Kariera reprezentacyjna
W 1970 roku rozegrał jeden mecz w młodzieżowej reprezentacji Włoch.

## Kariera trenerska
W 2001 roku prowadził Villaggio 88.

## Sukcesy i odznaczenia

### Sukcesy klubowe
Juventus
- mistrz Włoch: 1971/72

Venezia
- zdobywca Pucharu Włoch: 1973/74